# Lyle Waggoner
Lyle Wesley Waggoner (Kansas City, 13 aprile 1935 – Westlake Village, 17 marzo 2020) è stato un attore statunitense, noto principalmente per il ruolo di Steve Trevor nella serie televisiva Wonder Woman.

## Biografia
Waggoner nacque a Kansas City da Marie e Mayron Waggoner e trascorse l'infanzia nella cittadina di Excelsior Springs, in Missouri. Dopo gli studi superiori, frequentò per qualche mese la Washington University a St. Louis, quindi si arruolò nell'esercito degli USA e prestò servizio per due anni nella Germania Ovest come operatore radio.
Tornato in patria dopo il congedo, Waggoner studiò ingegneria meccanica presso il General Motors Institute of Technology, vendendo enciclopedie porta a porta per pagarsi gli studi. Fece il suo debutto come "uomo forzuto" nel programma di L'il Abner, Kansas City, dopodiché riuscì a guadagnare i soldi necessari per trasferirsi a Los Angeles e intraprendere la carriera di attore.
Nel 1961 sposò Sharon Kennedy, attrice, consulente finanziario e agente immobiliare, da cui ebbe due figli, Jason e Beau.
È morto il 17 marzo 2020, all'età di 84 anni.

## Carriera
A metà degli anni 1960, Waggoner appariva regolarmente in alcune serie televisive e per questo partecipò ai provini per la serie Batman, ma il ruolo andò ad Adam West. Fu proprio grazie a questi provini che anni dopo il produttore della serie Wonder Woman lo scelse per il ruolo di Steve Trevor.
Nel 1967 apparve nel film Catalina Caper con Tommy Kirk e ottenne un ruolo minore nella terza stagione della serie Lost in Space. Nel 1967 raggiunse la fama presso il grande pubblico statunitense per la sua partecipazione al  The Carol Burnett Show, uno spettacolo di varietà comico in cui interpretava vari sketch oltre ad esserne il presentatore. Waggoner lasciò lo show nel 1974 e vi tornò solo qualche anno dopo come ospite saltuario.
La definitiva consacrazione avvenne l'anno dopo quando Waggoner ottenne il ruolo di Steve Trevor nella prima stagione della serie televisiva Wonder Woman interpretata da Lynda Carter. Inizialmente ambientata durante la Seconda Guerra Mondiale, quando le successive due stagioni furono spostate in avanti nel tempo, agli anni 70, Waggoner interpretò il figlio Steve Trevor, Jr. La serie andò avanti per tre stagioni ed ottenne un grande successo anche in Italia, dove fu trasmessa nei primi anni 80.
Waggoner apparve anche in altre serie televisive, tra cui Charlie's Angels, Happy Days, Mork & Mindy, The Golden Girls, e più recentemente The War at Home. Interpretò ruoli di supporto nelle serie Love Boat, Fantasilandia, e La signora in giallo.
Waggoner si ritirò dalle scene per seguire da vicino l'azienda che aveva fondato, anche se non disdegnò sporadiche apparizioni televisive.

### Altre attività
Nel 1979, mentre lavorava a Wonder Woman, Wagoner scoprì che il camper che stava utilizzando durante la produzione era stato affittato dallo studio da un residente locale. Wagoner pensò allora di acquistare dei camper da affittare alle produzioni cinematografiche e televisive per 400-500 dollari a settimana. Poco dopo ha fondato la Star Waggons, una società che noleggiava camion personalizzati per l'utilizzo nell'industria dell'intrattenimento. Ha in seguito fondato Zio Studio Services, la divisione noleggio di Star Waggons. Il 1 settembre 2021, Star Waggons e Zio Studio Services sono stati venduti a Hudson Pacific Properties per 222 milioni di dollari. I figli di Wagoner, Jason e Beau, continueranno a gestire queste attività per Hudson Pacific Properties.
Nel 1990, Waggoner co-produsse e presentò uno show chiamato Consumer America, assieme a Shawn Bruner. Lo spettacolo, durato due stagioni, presentava nuovi prodotti utili per le faccende di casa.
Fino alla morte risiedette nei pressi di Jackson, nel Wyoming, dove si dedicò alla scultura, solitamente rappresentazioni ironiche di belle donne. Le sue opere possono essere viste nelle gallerie di Jackson Hole e Lander, Wyoming.

## Filmografia parziale

### Cinema
- Catalina Caper, regia di Lee Sholem (1967)
- Viaggio al centro del tempo (Journey to the Center of Time), regia di David L. Hewitt (1967)

### Televisione
- The Carol Burnett Show – serie TV, 182 episodi (1967-1974)
- Wonder Woman – serie TV, 59 episodi (1975-1979)
- Charlie's Angels – serie TV, episodio 5x05 (1980)
- Happy Days – serie TV, episodi 8x03-11x12 (1980-1984)
- La signora in giallo (Murder, She Wrote) – serie TV, episodi 1x03-7x18-9x17 (1984-1993)